# Kobresia vidua
Kobresia vidua är en halvgräsart som först beskrevs av Francis M.B. Boott och Charles Baron Clarke, och fick sitt nu gällande namn av Georg Kükenthal. Kobresia vidua ingår i släktet sävstarrar, och familjen halvgräs. Inga underarter finns listade i Catalogue of Life.